# خالفارادین
خالفارادین (به لاتین: Khalfaraddin) یک منطقه مسکونی در جمهوری آذربایجان است که در شهرستان آغجه‌آباد واقع شده است.